# Parschlug
Parschlug est une ancienne commune autrichienne du district de Bruck-Mürzzuschlag en Styrie.